# Noe Jordània
Noe Jordània (georgià ნოე ჟორდანია, 2 de gener, 1868 – 11 de gener, 1953) fou un periodista i polític georgià. Fou el primer líder de la República Democràtica de Geòrgia (RDG) el 1918 - 1921.
Era fill d'un petit propietari de Lanchkhuti, a l'oest de Geòrgia, i fou el fundador del grup Mesame-Dasi ("tercer grup"), un dels primers grups socialistes a Tbilisi. Jordània esdevingué membre del Partit Socialdemòcrata Obrer Rus i portaveu del Partit Socialdemòcrata Georgià (menxevic). El 1906, es va unir a la facció menxevic de la Duma Estatal de Rússia.

Després que la Revolució de febrer de 1917 destronés la monarquia a Rússia, Jordània fou escollit cap del Soviet de Treballadors i Soldats de Tbilisi. El desembre de 1917, fou escollti cap del parlament georgià, l'Assemblea Nacional (Dampudznebeli Kreba). El 26 de maig de 1918 fou nomenat cap de govern de la República Democràtica de Geòrgia (RDG). El seu govern organitzà una reforma agrària, redactà una legislació social moderna i lluità tant contra els bolxevics i moviments seraratistes del país. De 1918 a 1921 Geòrgia fou reconeguda per Japó, Bèlgica, Alemanya, Itàlia, Turquia, el Regne Unit, França, i, el 1920, Rússia.
El 25 de febrer de 1921, Jordània fou deposat per l'Exèrcit Roig i Geòrgia fou incorporada a la Unió Soviètica com a part de la República Federativa Socialista Soviètica de Transcaucàsia. El 17 de març de 1921, Jordània s'exilià a París, on va dirigir fins a la seva mort el Govern de la República Democràtica de Geòrgia a l'exili.
Jordània fou enterrat al cementiri de Leuville-sur-Orge (França). El president Mikhail Saakashvili visità la seva tomba el 10 de març de 2004 i oferí la seva família un funeral d'estat a Tbilisi. Tanmateix, aquesta oferta no es va materialitzar.